# برغم القانون (مسلسل)
برغم القانون هو مسلسل دراما مصري عُرض في 15 سبتمبر عام 2024 بطولة إيمان العاصي، هاني عادل، محمد القس، محمد محمود عبد العزيز، رحاب الجمل، ايهاب فهمي، وليد فواز و آخرين، من تأليف نجلاء الحديني ، و إخراج شادي عبد السلام.

## قصة المسلسل
تدور أحداث المسلسل في إطار درامي، تعمل ليلى بالمحاماة وتعيش في مدينة بورسعيد، وتستيقظ في أحد الأيام لتجد أن زوجها قد اختفى، وبعد رحلة بحث، تكتشف هروبه تاركا طفلين وهما ليلى وهاشم، بعد زواج عشر سنوات، وتحاول الوصول لسر هروبه رغم قصة الحب الكبيرة بينهما.

## طاقم التمثيل
- إيمان العاصي: (ليلى )
- هاني عادل: (وليد القاضي)
- محمد القس: (أحمد الدسوقي / أكرم هاشم)
- محمد محمود عبد العزيز: (محمود شرشر)
- وليد فواز: (ياسر)
- إيهاب فهمي: (شعبان الجرابعة)
- رحاب الجمل: (فاتن)
- فرح يوسف: (بريهان القاضي)
- جوري بكر: (سوسن)
- ريما مصطفى: (ليلى الصغيرة)
- مازن علوان: (ياسين)
- عايدة رياض: (أم محمود شرشر)
- سليم يوسف
- نبيل علي ماهر: (صلاح - والد ليلى)
- شادي مقار: (خالد الدسوقي)
- جاسيكا حسام الدين: (زينة)
- بتول الحداد: (تهاني)
- ياسر عزت: (بدوي)
- يوسف رأفت: (حازم)
- صبري عبد المنعم: (والد ياسر - ضيف شرف)
- عابد عناني: (نبيل - ضيف شرف)
- أحمد النمراوي
- أحمد شعراوي
- أحمد الشحري
- سامر المنياوي
- لبنى ونس: (فوزية - ضيف شرف)
- طارق والي
- شيرين جلال
- عادل شعبان: (هاشم القاضي - والد أكرم)
- عبد المنعم المرصفي: (الحاج عمران)
- محمد الحلواني
- أحمد يونس (فرغلي)
- محمد سند: (د. مجدي)
- محمد عابدين: (بائع المصنع لمحمود)
- محمود فارس: (رضا عشة)
- محمود مبروك
- هاني إبراهيم: (مدير المصحة النفسية)

## فريق العمل
- إخراج: شادي عبد السلام
- تأليف: نجلاء الحديني
- إنتاج: مجموعة فنون مصر (ريمون مقار - محمد محمود عبد العزيز)